# Costomiru, Buzău
Costomiru este un sat în comuna Pardoși din județul Buzău, Muntenia, România. Se află în nordul județului, în apropiere de Râmnicu Sărat.